# Iota Indi
Iota Indi (5 Indi) é uma estrela na direção da constelação de Indus. Possui uma ascensão reta de 20h 51m 30.05s e uma declinação de −51° 36′ 29.4″. Sua magnitude aparente é igual a 5.06. Considerando sua distância de 567 anos-luz em relação à Terra, sua magnitude absoluta é igual a −1.14. Pertence à classe espectral K1II/III.